# Jan Wildens

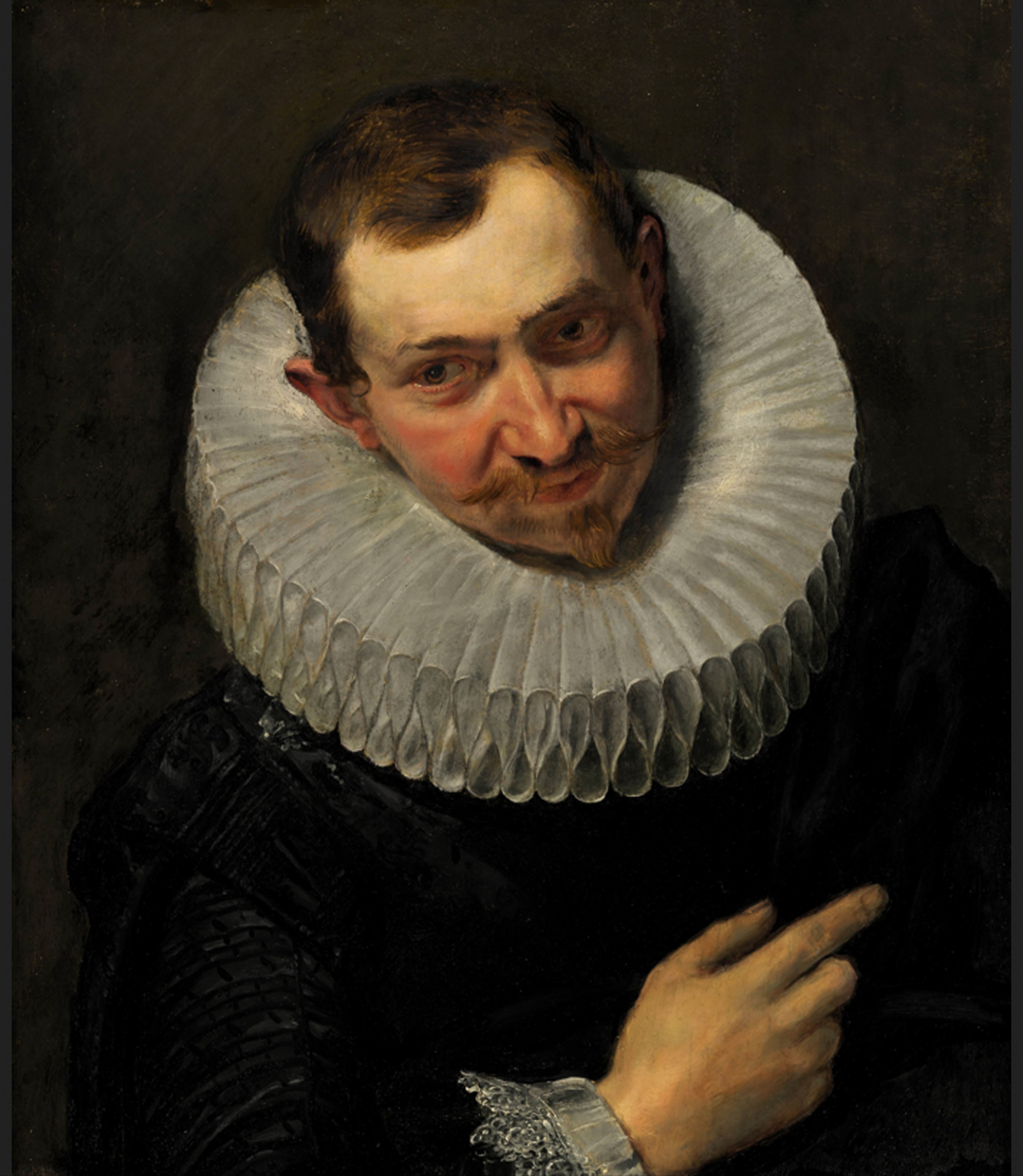
Peter Paul Rubens: Der Maler Jan Wildens, 1616

Jan Wildens (* 1586 in Antwerpen; † 16. Oktober 1653 ebenda) war ein flämischer Maler.

## Leben
Wildens war Schüler von Peter Verhulst und wurde 1604 Meister der Malergilde seiner Heimatstadt. Von 1613 bis 1618 wohnte er in Italien, nach seiner Rückkehr kam er in Kontakt mit Peter Paul Rubens. Wildens gestaltete in vielen Gemälden von Rubens die Landschaften mit breitem Pinsel und dekorativer Auffassung, etwa das Bild Die Früchtegirlande (1616/17) in der Alten Pinakothek München.

## Werk

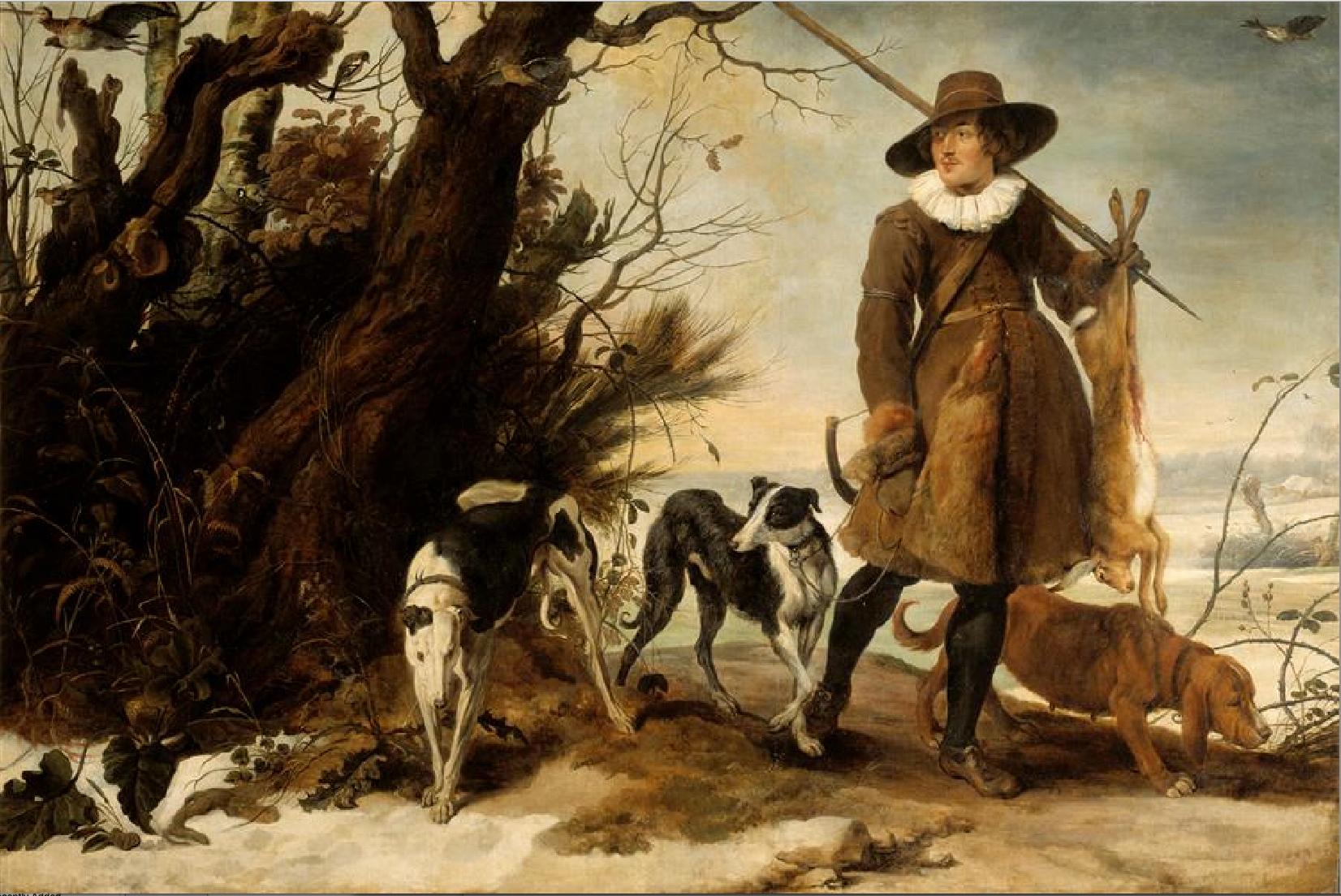
Winterlandschaft mit dem Jäger, Gemäldegalerie Alte Meister Dresden

Von seinen selbständigen Arbeiten gibt es nur wenige. Bekannt sind die beiden großformatigen Werke in Dresden und Amsterdam.
- Winterlandschaft mit dem Jäger, 1624, Öl auf Leinwand, H194 × B202 cm, Gemäldegalerie Alte Meister Dresden[1]
- Panorama von Antwerpen vom Osten her, 1636, Öl auf Leinwand, H197,5 × B367 cm, Rijksmuseum Amsterdam[2]

Außerdem öffentlich zu sehen sind u. a.:
- Landschaft mit Gewitter, 1649, Eichenholz, H42,2 × B71,5 cm, Staatsgalerie Neuburg[3]
- Latona und die lykischen Bauern, 1653, Öl auf Leinwand, H122,5 × B230,5 cm, Staatsgalerie Neuburg (mit Rubens-Werkstatt)[4]
- Landschaft mit der Jagd der Diana, nach 1640, Holz, H50 × B72 cm, Herzog-Anton-Ulrich Museum Braunschweig[5]
- Waldlandschaft mit Diana und ihren Gefährtinnen, Anhaltinische Gemäldegalerie Dessau[6]
- Waldlandschaft mit Bach und Reiter, Anhaltinische Gemäldegalerie Dessau[6]
- Das Opfer Abrahams, ca. 1631–1635, Öl auf Leinwand, H222 × B178 cm, Städelsches Kunstinstitut Frankfurt am Main (mit Cornelis de Vos)[7]

Eine große Landschaft mit Sonnenuntergang über einem Fluss befindet sich in Wien. Weiterhin werden Wildens einige unsignierte Gemälde in Madrid, Karlsruhe und London zugesprochen. Einige seiner Landschaften wurden von bedeutenden Kupferstechern des Landes gestochen.